# Picumna chinai
Picumna chinai är en insektsart som beskrevs av Doering 1939. Picumna chinai ingår i släktet Picumna och familjen sköldstritar. Inga underarter finns listade i Catalogue of Life.